# Glushkovella pallida
Glushkovella pallida är en tvåvingeart som beskrevs av Kalugina 1993. Glushkovella pallida ingår i släktet Glushkovella och familjen fjädermyggor. Inga underarter finns listade i Catalogue of Life.